# Spinomantis nussbaumi
A Spinomantis nussbaumi  a kétéltűek (Amphibia) osztályába és  a békák (Anura) rendjébe, az aranybékafélék (Mantellidae) családjába tartozó faj. 

## Előfordulása
Madagaszkár endemikus faja. A sziget északi részén, a Tsaratanana-hegységben 1580–1650 m-es tengerszint feletti magasságban honos.

## Nevének eredete
Nevét Ronald Archie Nussbaum amerikai herpetológus tiszteletére kapta a madagaszkári herpetológiai fauna ismereteihez való közreműködéséért.

## Megjelenése
Nagy méretű Spinomantis faj. A megfigyelt egyedek mérete 47,5–56,4 mm.

## Természetvédelmi helyzete
A vörös lista a súlyosan veszélyeztetett fajok között tartja nyilván. 